# Zágráb vármegye

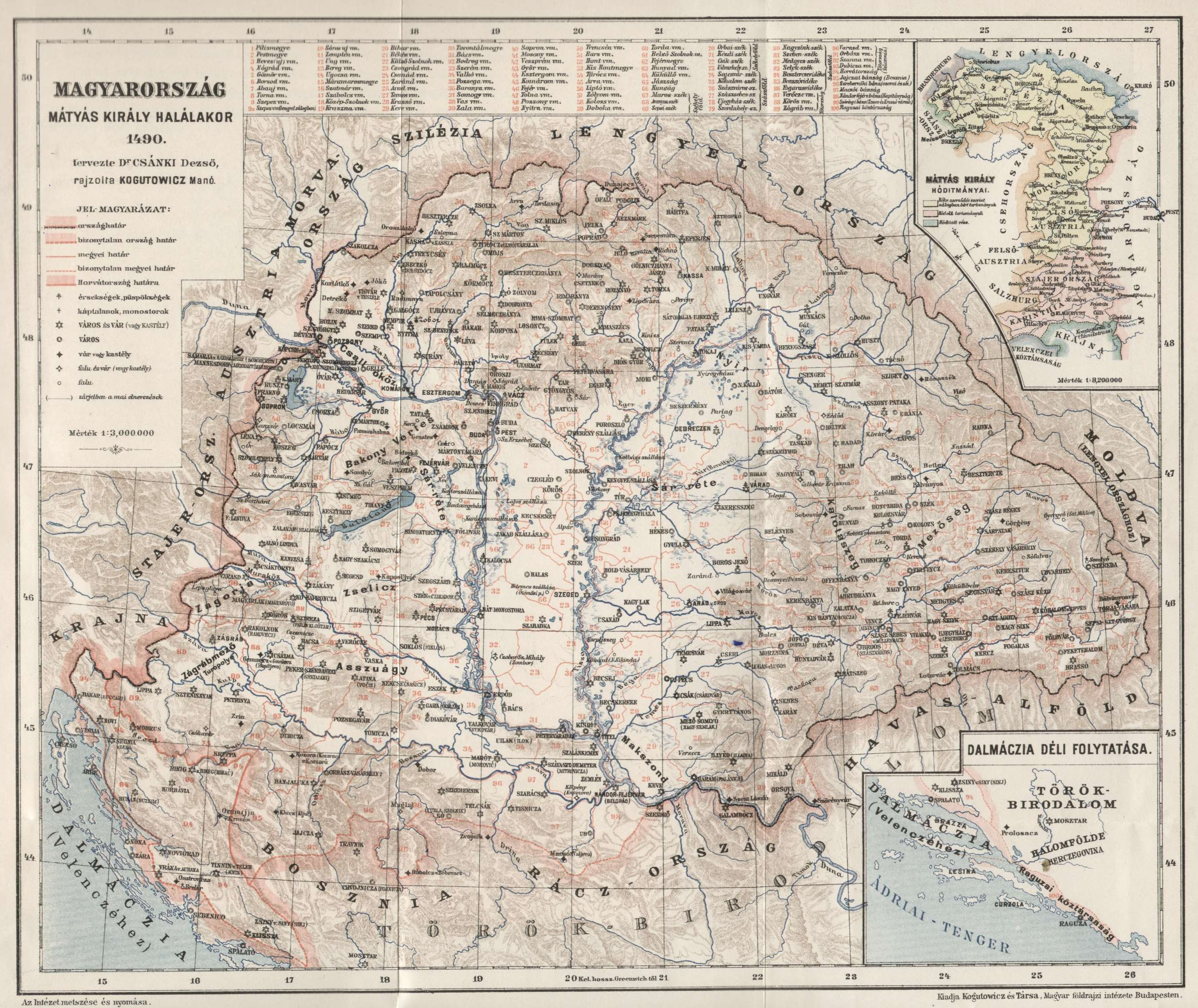
Csánki Dezső–Kogutowicz Manó: Magyarország Mátyás király halálakor

Zágráb vármegye (horvátul: Zagreb) közigazgatási egység volt a Magyar Királyság déli részében. 1991 óta Horvátország része.

## Földrajz
A vármegye területe nagyrészt dombság, csak északkeleten található síkság. Legfontosabb folyója a Száva. 
Északról Varasd vármegye illetve Stájerország, keletről Belovár-Kőrös és Pozsega vármegyék (korábban Dubica és Szana), délről Bosznia, nyugatról pedig  
Bosznia, Modrus-Fiume vármegye, illetve Stájerország határolta.

## Történelme
A vármegye területe a 12. században került Magyarország területéhez. 1526-tól a Habsburg Birodalomhoz tartozott. 1918-tól a Szerb-Horvát-Szlovén Királyság
területéhez tartozott. A második világháború alatt a független Horvátország, majd 1945-től újra Jugoszlávia része lett. 1991 óta a független Horvátország része.

## Lakosság
A vármegye összlakossága 1910-ben 594.052 személy volt, ebből:
- 445.870 horvát (75,05%)
- 122.558 szerb (20,63%)
- 6.068 magyar (1,02%)
- 6.016 német (1,01%)

## Közigazgatás
A vármegye tizenöt járásra volt felosztva:
- Dugo Seloi járás, székhelye Dugo Selo
- Dvori járás, székhelye Dvor
- Glinai járás, székhelye Glina
- Jaskai járás, székhelye Jaska
- Károlyvárosi járás, székhelye Károlyváros (rendezett tanácsú város)
- Kosztajnicai járás, székhelye Kosztajnica
- Nagygoricai járás, székhelye Nagygorica
- Petrinjai járás, székhelye Petrinja (rendezett tanácsú város)
- Pisarovinai járás, székhelye Pisarovina
- Samobori járás, székhelye Samobor
- Stubicai járás, székhelye Donja Stubica
- Szentivánzelinai járás, székhelye Szentivánzelina
- Sziszeki járás, székhelye Sziszek (rendezett tanácsú város)
- Topuszkai járás, székhelye Topuszka
- Zágrábi járás, székhelye Zágráb (törvényhatósági jogú város)